# Attentats de Londres du 7 juillet 2005
Pour les articles homonymes, voir Attentats de Londres de juillet 2005.
Le 7 juillet 2005, quatre explosions touchent les transports publics de Londres et font 56 morts et 784 blessés. Les trois premiers attentats ont lieu dans un intervalle de 50 secondes (heures locales selon le fuseau horaire UTC+1) :
- 8 h 50 : explosion dans le métro à Moorgate/Aldgate East/Liverpool Street ;
- 8 h 50 : explosion dans le métro à Russell Square/King's Cross ;
- 8 h 51 : explosion dans le métro à Edgware Road ;
- 9 h 47 : explosion à l'étage supérieur d'un bus à impériale à Tavistock Square.

Ces attentats-suicides, commis par quatre jeunes terroristes islamistes britanniques, surviennent le jour de l'ouverture du 31e sommet du G8 en Écosse et le lendemain de la désignation de Londres comme  ville hôte des Jeux olympiques d'été de 2012.

## Chronologie des événements
Attaques contre le métro
- 8 h 50 (7 h 50 UTC) : une explosion se produit dans une rame de métro à la station Liverpool Street (entre les stations Moorgate et Aldgate à la limite Est de la City, le quartier financier de la capitale britannique). Cet attentat fait sept morts.

- 8 h 50 (7 h 50 UTC) : une explosion se produit dans une deuxième rame entre les stations de King's Cross et Russell Square. Cet attentat fait 27 morts.

- 8 h 51 (7 h 51 UTC) : une explosion se produit au moment où une rame de métro arrive à la station Edgware Road. Sept personnes sont tuées dans l'attentat, dont deux ou trois dans la rame.

Les premiers rapports indiquaient un plus grand nombre de bombes. En effet, deux bombes ayant explosé entre deux stations, les survivants sont sortis par les deux stations, donnant l'impression, dans la confusion initiale, que chacune avait été touchée par une attaque distincte.
Attaque contre le bus à impériale
- 9 h 47 (8 h 47 UTC) : un autobus à impériale est déchiqueté par une explosion à Tavistock Square. Scotland Yard décompte 14 morts.

Attaque individuelle à une fac londonienne
Dans une chambre étudiante de l'université d'art Goldsmiths un musulman de 20 ans avait mortellement agressé son colocataire de 18 ans le lendemain de ces attentats. Il était rentré dans la salle de bain armé d'un couteau de cuisine et lui avait tranché le pénis. Le lien n'avait pas été officiellement établi jusqu'à ce que l'on retrouve dans ses notes des textes comme "les mécréants doivent périr". 

## Bilans

### Pertes humaines

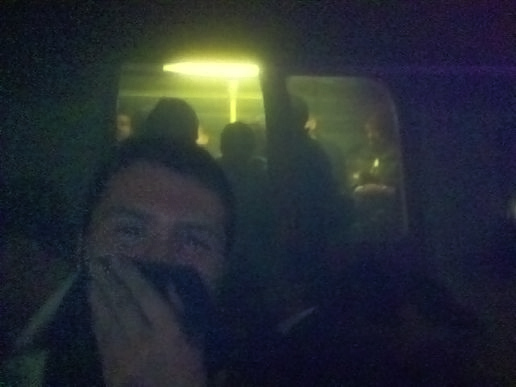
Habitant de Londres à la sortie d'un métro.

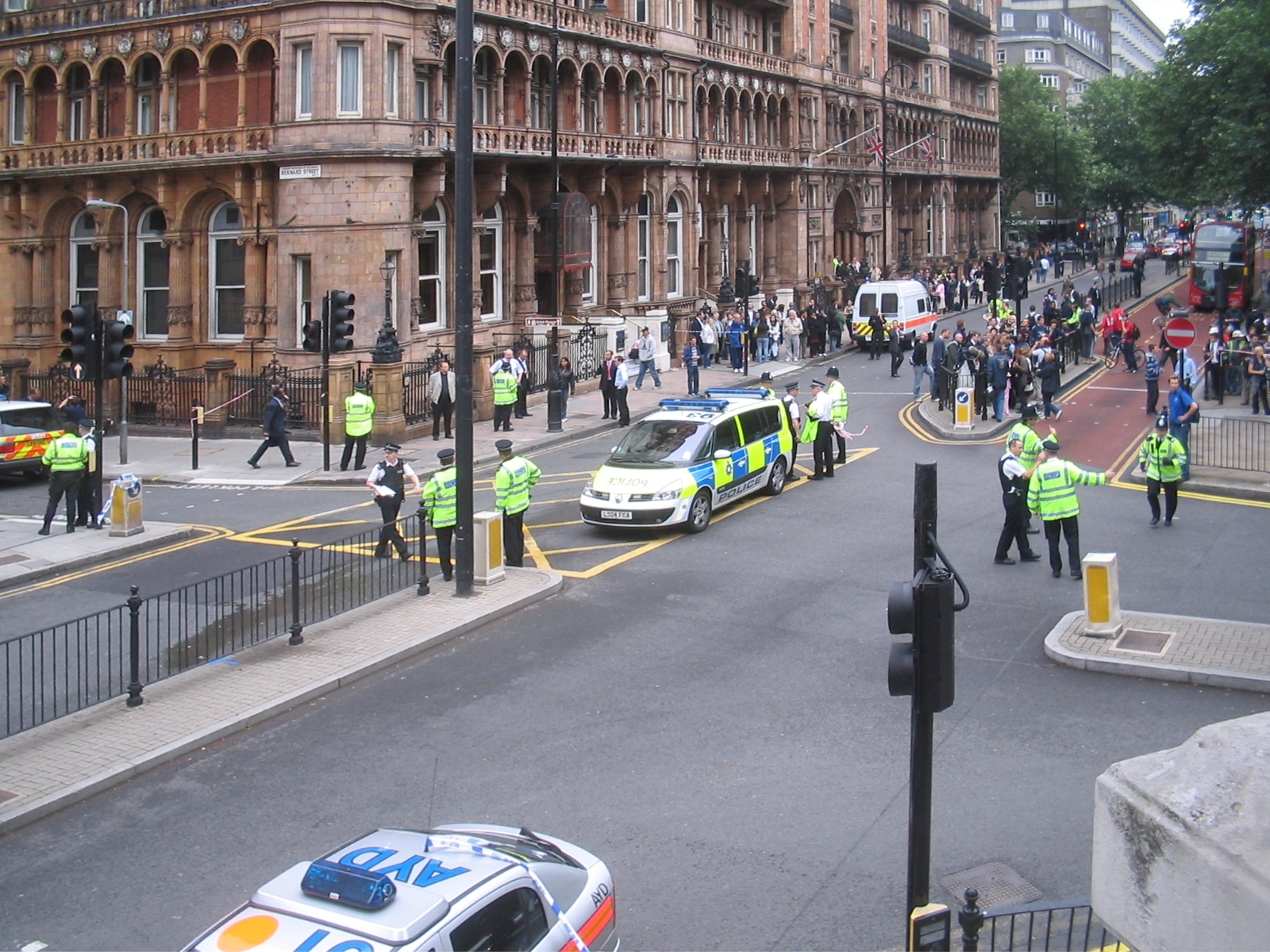
Russell Square le 7 juillet.

- Le 8 juillet à 18h00, le chef de la police londonienne Ian Blair confirme provisoirement 49 morts et 702 blessés, dont 22 dans un état critique. Il annonce que les ressortissants d'au moins cinq pays, en plus de la Grande-Bretagne, font partie des blessés : Sierra Leone, Australie, Portugal, Pologne et Chine.

- Le bilan officiel s'établit finalement à 56 morts et 784 blessés[1].

Morts confirmées (Emergency Services press conference = conférence de presse des services d'urgence) :
| Lieu                            | Morts |
| Russel Square Station           | 27    |
| Bus à Tavistock Square          | 14    |
| Aldgate East Station            | 7     |
| Edgware Road Station            | 7     |
| Au cours des soins hospitaliers | 1     |
| Total                           | 56    |

## Réactions publiques

### Réactions des autorités britanniques
Une réunion d'urgence est convoquée par le gouvernement britannique. À 10 heures, il déconseille à toute personne de venir à Londres. L'armée britannique se déploie pour protéger le palais de Buckingham, l'ambassade américaine et l'ambassade israélienne.
- Déclaration de Tony Blair le 7 juillet à 12 heures GMT (depuis la réunion du G8 de Gleneagles Hotel en Écosse) : une série d'attentats coordonnés a touché Londres pour coïncider avec l'ouverture du sommet du G8. Tony Blair va quitter le G8 ponctuellement pour rejoindre Londres et faire le point avec ses services de sécurité mais le sommet se poursuit. Il affirme que la détermination des Britanniques à éradiquer le terrorisme est bien plus forte que celle de ceux qui ont commis ces attaques. Visiblement bouleversé, il qualifie ces attentats de « barbares ».
- La reine Élisabeth II déclare : « De telles atrocités renforcent notre sens de la communauté, notre humanité, notre confiance dans l'état de droit ».
- Le 10 juillet à Silverstone, les pilotes de Formule 1 observent une minute de silence avant le départ du Grand Prix de Grande-Bretagne en hommage aux victimes des attentats.
- L'autorisation de tuer à vue sans préavis est donnée à la police londonienne, ce qui provoquera une bavure quelques jours plus tard : le 22 juillet, un jeune Brésilien, Jean Charles de Menezes, est abattu par la police de 7 balles dans la tête[2].

### Soutien international
Allemagne
- le ministre allemand des Affaires étrangères Joschka Fischer déclare que son pays avait appris avec « horreur et répulsion » cet événement.
- la sécurité dans les transports publics est augmentée.

Canada :
- Le Premier ministre, Paul Martin : « Notre liberté collective a été attaquée aujourd'hui par ceux qui veulent utiliser la violence et le meurtre pour que l'extrémisme l'emporte dans le monde. »

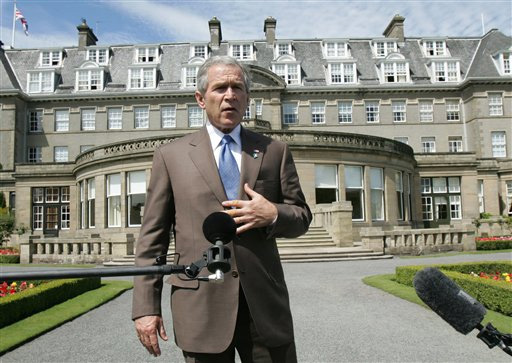
George W. Bush réagit aux attentats depuis Gleneagles Hotel, où il assiste au sommet du G8.

États-Unis : après une brève déclaration au sommet du G8, George W. Bush annonce que « La guerre contre le terrorisme continue ».
France :
- Le Premier ministre Dominique de Villepin intervient le 7 juillet à 12 h 50, il confirme un important nombre de victimes et élève le plan Vigipirate au niveau rouge : la surveillance est accrue dans tous les lieux publics, notamment les aéroports et les gares ferroviaires. La SNCF annonce que les allers-retours de la ligne franco-britannique Eurostar sont maintenus, mais invite les voyageurs à différer leur départ. Toutes les poubelles du métro parisien sont fermées.
- Le président de la République Jacques Chirac dit sa profonde horreur et exprime la « solidarité totale de la France ».
- Le maire de Paris Bertrand Delanoë déclare : « nous sommes tous à cet instant londoniens »
- Georges Sarre, premier secrétaire du MRC, exprime sa solidarité avec les Londoniens mais invite le Royaume-Uni à analyser « l'origine de ces actes monstrueux, à l'heure où les États-Unis d'Amérique précipitent le monde dans une guerre de civilisations ».
- François Hollande, premier secrétaire du PS, exprime au nom du Parti socialiste et de tous les socialistes sa « forte émotion et sa consternation » ainsi que sa « totale solidarité avec les Britanniques et leur Premier ministre, Tony Blair, qui traversent des heures douloureuses », il fait également référence aux attentats de Madrid et de New York et rappelle « nous sommes tous concernés par le fléau du terrorisme ».
- Les coureurs du Tour de France observent une minute de silence au départ de l'étape du 8 juillet en hommage aux victimes des attentats.

Israël : le ministre israélien des Affaires étrangères Silvan Shalom a dénoncé les « terribles attentats » commis à Londres et fait part de sa volonté de lutter contre le terrorisme.
Suisse : le président de la Confédération, Samuel Schmid, a condamné ces attentats et a rappelé que « Nous ne pouvons plus dormir naïvement sur nos deux oreilles »
- le pape Benoît XVI qualifie ces attaques d'inhumaines. Il a lancé un message aux terroristes : « À ceux qui alimentent le sentiment de haine et à ceux qui commettent des actions terroristes aussi répugnantes, je dis : « Dieu aime la vie, qu'il a créée, pas la mort. Au nom de Dieu, arrêtez ! »

- le Parlement européen réuni à Strasbourg observe une minute de silence.

- ONU : le conseil de sécurité des Nations unies adopte à l'unanimité une résolution condamnant les attentats terroristes commis à Londres[3].

### Polémiques
- Des simulations d'attaques avaient lieu aux mêmes endroits et à la même heure que les véritables attentats à la bombe dans le métro londonien. C'est Peter Power, ancien de Scotland Yard et directeur de "Visor Consultants" - société qui effectuait cette simulation - qui l'affirme[4].

- D'après les autorités locales et nationales, Londres était censée être la ville d'Europe la mieux préparée à une attaque terroriste. Les services concernés estimaient probable la préparation d'un attentat dès 2004 et prirent des précautions[5].

- En mars 2005, un sondage avait révélé que plus de 80 % des Britanniques redoutaient une attaque terroriste pour l'année à venir.

- Juste avant les attaques, le niveau de sécurité avait été descendu d'un cran par le MI5[6].

- Le 10 septembre, c'est au tour de Michael Meacher, ancien ministre de l'environnement de Tony Blair entre 1997 et 2003, de faire des déclarations. Selon lui, ce serait Omar Saïd Cheikh qui aurait organisé les attentats depuis sa prison au Pakistan, où il a été condamné à mort[7].

- Selon une première dépêche de l'Associated Press, dès le matin, la section anti-terroriste des services secrets israéliens auraient averti Benyamin Netanyahou, ministre des finances d'Israël présent à Londres, de l'imminence probable d'un attentat. Un démenti a été publié par l'agence de presse peu après : il n'aurait été averti de ne pas se déplacer qu'après la première explosion. Divers chroniqueurs en concluent que des informations cruciales semblent avoir été transmises à un moment où même les services de police londoniens n'avaient pas encore réalisé qu'ils faisaient face à une attaque terroriste[8],[9]. Cependant, d'autres dépêches d'agence indiquent que ce sont les services londoniens qui auraient averti la délégation dont faisait partie M. Netanyahou des événements en cours.

## Étapes de l'enquête

### Indices
Les quatre explosions ont été déclenchées manuellement, les paquets d'explosifs pesaient 4,5 kg mais étaient très puissants. Après avoir été déclarés de nature militaire, la police a estimé qu’il s’agissait d'explosifs artisanaux, à base de peroxyde d'acétone, une substance facile à confectionner avec des produits domestiques, la même que celle utilisée par Richard Reid. Ils étaient placés dans des sacs à dos. La police annonçait avoir trouvé des empreintes digitales sur ces paquets.
Selon un article israélien, l'explosif serait le même que celui utilisé dans un attentat à Tel-Aviv en 2004 par des kamikazes ayant des passeports britanniques.

### Recherche des coupables
La piste irlandaise semble aussitôt devoir être écartée puisque l'IRA a presque toujours prévenu de ses attentats et qu'un démenti a été donné par un officiel de ce mouvement.
Le modus operandi des explosions coordonnées (sauf celle du bus) dans des transports en commun fait penser aux attentats du 11 mars 2004 à Madrid provoqué par des islamistes marocains, ou encore à celui du 6 février 2004 à Moscou imputé aux filières islamistes tchétchènes, qui ont fait chacun plusieurs centaines de victimes.
Le 1er septembre 2005, Al Jazeera indique avoir reçu une cassette vidéo dans laquelle le réseau Al-Qaïda revendique les attentats de Londres du 7 juillet. Al Jazeera montre une séquence sur laquelle on voit l'un des kamikazes, Mohammad Sidique, et une autre sur laquelle on voit le numéro deux d'Al-Qaïda, Ayman al-Zawahiri. Mais cette vidéo aurait été montée après les attaques, ne démontrant donc pas le soutien d'Al-Qaïda.
Le 12 juillet 2005, 5 jours après les attentats, Scotland Yard déclare avoir identifié quatre suspects sur les enregistrements d'une caméra de surveillance de la Gare de King's Cross datant du 7 juillet 2005 à 8 h 30 : il s'agit de 4 jeunes musulmans britanniques :
- Mohammad Sidique Khan (30 ans, vivant à Dewsbury avec sa femme et leur jeune enfant) : explosion d'Edgware Road à 8 h 50.
- Shehzad Tanweer (en) (22 ans, vivant à Leeds avec ses parents travaillant dans un fish and chips) - explosion d'Aldgate East à 8 h 50.
- Germaine Lindsay (en) (19 ans, vivant à Aylesbury, dans le Buckinghamshire, avec sa femme enceinte) - explosion de Russell Square à 8 h 50.
- Hasib Hussain (en) (18 ans, vivant à Leeds avec son frère et sa belle-sœur) - explosion de l'autobus à Tavistock Square à 9 h 47. Sur des images diffusées par la presse, on voit Hasib Hussain portant un sac à dos d'apparence militaire[13].

Aucun n'était précédemment connu des services de police. Le jour des attentats, tous les quatre se sont rendus en voiture à Luton, dans le Bedfordshire, d'où ils ont gagné Londres par le train. Ils ont été filmés par une caméra de surveillance à leur arrivée à la gare de King's Cross à environ 8 h 30.
La deuxième étape de l'enquête a consisté à mener des perquisitions dans leur entourage pour démanteler tout le réseau (12 et 13 juillet). La police a ensuite diffusé quelques noms de suspects recherchés.
Le 22 mars 2007, trois hommes ont été arrêtés en relation avec les attentats : deux alors qu'ils s'apprêtaient à partir pour le Pakistan et un chez lui à Leeds, dans une rue où avait vécu un des kamikazes.

### Suspects
- Haroon Rashid Aswat (en), un Pakistanais. Il aurait quitté Londres deux jours avant les attentats et aurait passé plus de 20 communications par portable avec les auteurs des attentats. Il est considéré comme le dirigeant britannique d'Al-Qaïda et Scotland Yard le soupçonne d'être le commanditaire des attentats. Après des rumeurs d'arrestation le 20 juillet au Pakistan, il a finalement été arrêté par la police zambienne à la frontière du Zimbabwe et détenu en Zambie. Il aurait déclaré avoir été un garde du corps d'Oussama ben Laden. Le 7 août 2005, il a été extradé vers le Royaume-Uni[14]. Cependant, Scotland Yard ne serait pas intéressé par Aswat[15].
- Magdi Mahmoud El-Nashar, un Égyptien de 33 ans, maître de conférences en chimie à l'université de Leeds. Depuis cinq ans, ce chercheur en biochimie menait des études de troisième cycle et bénéficiait d'un accès aux laboratoires. Il est soupçonné d'être l'artificier du groupe. Il avait également passé le premier semestre 2000 au département de génie chimique de l'université d'État de Caroline du Nord. Trois semaines avant les attentats de Londres, il aurait loué un appartement à Leeds. D'après le journal égyptien Al-Ahram, qui cite une source sécuritaire non identifiée, le biochimiste aurait expliqué aux enquêteurs qu'il louait une maison à Hasib Hussain. La police britannique a perquisitionné la maison d'El-Nashar à Leeds, où elle a découvert des traces d'explosifs[16]. Il aurait quitté l'Angleterre la veille des attentats. Scotland Yard confirme le 15 juillet son arrestation en Égypte[17]. Selon les autorités égyptiennes, il nie toute implication dans les attentats. Le ministère de l'Intérieur égyptien a indiqué que « l'enquête montre de manière irréfutable » que Magdi Nachar, « n'a joué aucun rôle » dans les attentats du 7 juillet[18]. Il a été relâché le 9 août 2005.
- Mohammed al-Guerbouzi, un homme qui a séjourné à Londres et qui serait l'un des fondateurs du GICM (Groupe islamique combattant marocain), a été présenté comme suspect par des médias, ce que la police a qualifié de spéculations[19]. Dans un entretien à la chaîne de télévision Al Jazeera, il nie toute implication. Il affirme ne pas être dans la clandestinité et ne pas être recherché par la police londonienne. Il semblerait qu'il ne soit pas impliqué dans ces attentats.
- Mustafa Setmarian Nasar dit Abou Moussab al-Souri, un Syrien considéré comme le cerveau des attentats et également le cerveau des attentats de Madrid[20].

## Cinéma
Les attentats de Londres constituent la toile de fond du film London River de Rachid Bouchareb, sorti en 2009.
Ils apparaissent également dans une scène du film Au-delà (2010) ainsi que dans le film Zero Dark Thirty (2012) qui raconte la traque d'Oussama Ben Laden.
Dans le film L'Outsider (2015), les attentats sont évoqués lors du krach boursier du 7 juillet 2005.

#### Documentation
- (en) Intelligence and Secuiity Committee: Report into the London Terrorist Attacks on 7 July 2005 [PDF]
- (en) Report of the Official Account of the Bombings in London on 7th July 2005 [PDF]

#### Articles
- (de) Spiegel Online
- (en) Dossier London Blasts sur ABC News
- (en) BBC article
- (en) CNN article
- (en) Guardian article
- (fr) La libre Belgique
- (fr) Analyses sur terrorisme.net

#### Photographies
- (en) Photos d'ABC
- (en) London Bomb Blasts, photos sur Flickr